# غودفري أ. روكفلر
غودفري أ. روكفلر (بالإنجليزية: Godfrey A. Rockefeller)‏ هو قائد مروحية ‏ أمريكي، ولد في 22 مايو 1924، وتوفي في 22 يناير 2010.